# Rosso pompeiano
Il rosso pompeiano è un'ocra rossa di origine inorganica naturale, composto da ossido di ferro.  È conosciuto anche con i nomi di rosso Ercolano, terra di Pozzuoli, rosso inglese, ematite.

## Storia e descrizione

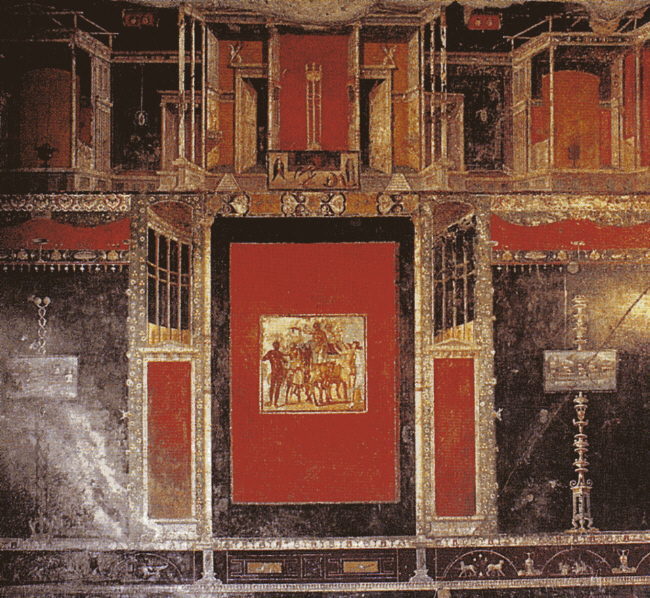
Decorazioni nella casa di Lucretius Fronto a Pompei

Nell'antica Roma era conosciuto con il nome di sinopsis, dovuto alla città di Sinope dove secondo Plinio fu rinvenuto la prima volta. A Pompei, così come in altre città dell'antica Roma, ci sono vari esempi di pitture murali in cui è usato questo pigmento inorganico.
Inizialmente veniva preparato con gli scarti di lavorazione del cinabro, da cui l'elevato costo di produzione che ne limitava l'utilizzo ai casi di estrema necessità.
Dato che il cinabro contiene notevoli quantità di mercurio, ed è quindi nocivo per la salute, il colore è stato gradualmente sostituito dal vermiglione (tendente all'arancione), dall'ocra rossa, dal rosso di Marte e dal Rosso di Pozzuoli; questi ultimi due sono miscele di ossidi e idrossidi di ferro (tra cui l'ematite).